# As Aventuras de Sérgio Mallandro
As Aventuras de Sérgio Mallandro é um filme de comédia brasileiro dirigido por Erasto Filho e lançado em 1987.
Foi lançado em VHS em 1987 pela TransVideo/VideoLar.

## Sinopse
O Extraterrestre anão Superpoderoso vem a Terra para designar a um humano o poder de "fazer o bem", Mallandro é o escolhido, mas para ter o poder, ele deve primeiramente cumprir uma missão: achar o macaquinho da Tinhinha. Se ele falhar o poder será dado ao vilão Dom Pedro interpretado por Pedro de Lara.

## Elenco
- Sérgio Mallandro .... Mallandro
- Pedro de Lara .... Dom Pedro
- Mara Maravilha .... Mara Porreta
- Anão Rolinha .... Superpoderoso
- Cosme dos Santos .... Zé Cocada[1]
- Alexandre Frota
- Carla Prestes .... Tininha
- Absyntho
- Fernando Reski
- Paulo Cintura ... Paulo Cintura
- Sylvinho
- Hélcio Pinheiro
- Márcio Seixas - narrador